# Lady in Satin
Lady in Satin ist ein Album der Jazz-Sängerin Billie Holiday, das 1958 bei Columbia Records erschien. Es war ihr vorletztes Album und eine der ersten kommerziellen Stereo-LPs. Die Arrangements stammen von Claus Ogerman, die Aufnahmen erfolgten am 19., 20, und 21. Februar 1958 im berühmten CBS 30th Street Studio in New York City. Der Produzent war Irving Townsend, als Tonmeister fungierte Fred Plaut.
Billie Holidays Gesang auf Lady in Satin ist geprägt von ihrer einzigartigen Fähigkeit, Emotionen auf eine sehr eindringliche Weise auszudrücken. Ihre Stimme war zu diesem Zeitpunkt bereits von den Drogen und ihrem turbulenten Lebensstil gezeichnet, was dem Album eine zusätzliche Melancholie verleiht. Lady in Satin markiert auch einen Wendepunkt in der Jazzgeschichte, da es den Übergang vom traditionellen Jazz zu einer moderneren Form des Genres darstellt. Es zeigt, dass Jazz nicht nur als Tanzmusik, sondern auch als Ausdrucksmittel für tiefste Emotionen dienen kann.

## Entstehungsgeschichte
Den größten Teil der 1950er Jahre war Billie Holiday bei dem Jazzproduzenten Norman Granz und dessen Firma Clef Records unter Vertrag, die 1956 von den neu gegründeten Verve Records übernommen wurde. Bei all ihren Arbeiten für Norman Granz wurde sie von kleinen Jazz-Combos begleitet, darunter von Musikern, mit denen sie bereits in den 1930er Jahren gearbeitet hatte, als sie ihre ersten Aufnahmen mit Teddy Wilson machte. Anfang der 1950er Jahre gab es erste Gespräche über Alben mit Songs von George Gershwin und Jerome Kern. Sie scheiterten jedoch, und die Alben wurden schließlich von Ella Fitzgerald realisiert, als sie bei Verve unterschrieb. Bis 1957 hatte Holiday zwölf Alben für Granz aufgenommen und war inzwischen sehr unzufrieden, so dass sie beschloss, ihren Vertrag nicht zu verlängern.
Im Oktober 1957 wandte sich Billie Holiday an den Columbia-Produzenten Irving Townsend und bekundete ihr Interesse an einer Aufnahme mit dem Bandleader Ray Ellis, dessen Album Ellis in Wonderland ihr gefallen hatte. Ursprünglich wollte sie ein Album mit dem Bandleader Nelson Riddle machen, nachdem sie seine Arrangements für Frank Sinatra gehört hatte, insbesondere für dessen LP In the Wee Small Hours. Nachdem sie Ellis’ Version von For All We Know kennengelernt hatte, wollte sie aber lieber mit diesem aufnehmen. Als Holiday wegen des Albums zu Townsend kam, war er überrascht:
„Es wäre, als würde Ella Fitzgerald sagen, dass sie mit Ray Conniff aufnehmen wollte. Aber sie sagte, sie wolle ein hübsches Album, etwas delikates. Sie sagte das immer und immer wieder. Sie dachte, es wäre schön. Sie hatte kein Interesse an einer wild swingenden Jam-Session … Sie wollte dieses Kissen unter ihrer Stimme haben. Sie wollte von dieser Art Klang geschmeichelt werden.“
Townsend kontaktierte Ellis wegen des Albums. Ellis, der in den 1930er und 1940er Jahren von Holiday’s Arbeiten gehört hatte, freute sich über das Projekt und sagte: „Ich konnte es nicht glauben … Ich wusste nicht, dass sie mich überhaupt wahrnahm.“ Townsend arrangierte ein Treffen mit Holiday und Ellis, damit beide den Vertrag mit Columbia unterzeichnen konnten. Die Firma stellte ein unbegrenztes Budget für das Album zur Verfügung. Jeder der Orchestermusiker erhielt für die drei Sessions 60 US-Dollar und Holiday 150 US-Dollar pro Seite im Voraus. Townsend setzte daraufhin die Aufnahmetermine für Ende Februar 1958 fest.

## Titelfolge
A-Seite
1. I’m a Fool to Want You (Frank Sinatra, Joel Herron, Jack Wolf) – 3:23
2. For Heaven’s Sake (Elise Bretton, Sherman Edwards, Donald Meyer) – 3:26
3. You Don’t Know What Love Is (Gene DePaul, Don Raye) – 3:48
4. I Get Along Without You Very Well (Hoagy Carmichael) – 2:59
5. For All We Know (J. Fred Coots, Sam M. Lewis) – 2:53
6. Violets for Your Furs (Tom Adair, Matt Dennis) – 3:24

B-Seite
1. You’ve Changed (Bill Carey, Carl T. Fischer) – 3:17
2. It’s Easy to Remember (Lorenz Hart, Richard Rodgers) – 4:01
3. But Beautiful (Text Johnny Burke, Musik Jimmy Van Heusen) – 4:29
4. Glad to Be Unhappy (Lorenz Hart, Richard Rodgers) – 4:07
5. I’ll Be Around (Alec Wilder) – 3:23
6. The End of a Love Affair (Edward Redding) – 4:46 (nur Mono)

## Mitwirkende
- Gesang: Billie Holiday
- Dirigent: Ray Ellis
- Arrangeur: Claus Ogerman
- Violine (10): George Ockner (Konzertmeister), Emmanual Green, Harry Hoffman, Harry Katzmann, Leo Kruczek, Milton Lomask, Harry Meinikoff, David Newman, Samuel Rand und David Sarcer
- Viola (2): Sid Brecher, Richard Dichler
- Violoncello (2): David Soyer, Maurice Brown
- Harfe (1): Janet Putman
- Flöte (4): Danny Bank, Phil Bodner, Romeo Penque, Tom Parshley
- Trompete (4): Mel Davis (Soli in You Don’t Know What Love Is und But Beautiful), Billy Butterfield, Jimmy Ochner, Bernie Glow
- Posaune (3): J. J. Johnson (Soli in Glad to be Unhappy und I Get Along Without you (Except Sometimes), Urbie Green (Soli in I’m a Fool to Want You und It’s Easy to Remember), Jack Green
- Bassposaune (1): Tommy Mitchell
- Klavier: Mal Waldron
- Gitarre: Barry Galbraith
- Kontrabass: Milt Hinton
- Schlagzeug: Osie Johnson
- Begleitgesang: Elise Bretton, Miriam Workman

## Rezeption
Der Kritiker von Allmusic notierte: „Dies war das vorletzte Album von Billie Holiday, das aufgenommen wurde, als ihr Körper ihr sagte, dass genug genug war. Während der Sessions mit Arrangeur Ray Ellis trank sie Wodka pur, als wäre es Leitungswasser. Trotz ihrer verwüsteten Stimme (der Schmelz war lange vorbei) war sie immer noch eine unglaubliche Sängerin. Das Gefühl und die Spannung, die sie in fast jeden Track bringt, machen dieses Album zu einer ihrer schönsten Errungenschaften. You’ve Changed und I Get Along Without You Very Well sind hochkarätige Darbietungen der Sängerin, die das Leben von Grund auf gesehen hat.“
Derek Ansell, der die erweiterte Neuausgabe im Jazz Journal rezensierte, findet sich mich mit vielen Kommentatoren nicht einverstanden. „Obwohl Billies Stimme durchweg gebrochen und angespannt war […], vermittelt die verwüstete Stimme den Schmerz, die Trauer, das Gefühl der verlorenen Liebe, den Schmerz und das Jazzgefühl jeder Note eines jeden Songs.“ Sie habe kein Gramm ihrer emotionalen Wirkung und Reichweite verloren, meint der Autor. „Billie lebt die Worte jedes Songs, schmerzhaft, aber emotional, und sie wird vom sympathischen Ellis-Orchester hervorragend unterstützt. Es ist aufschlussreich, genau zuzuhören, wie Billie alles in die Interpretation dieser Songs gesteckt hat (und sie hatte nicht viel übrig), während das Orchester sie mit großer Geschicklichkeit und großer Orchesterkompetenz umgibt.“
A. B. Spellman (National Endowment for the Arts) äußerte sich 2001 im National Public Radio zu dem Album; er meinte: „Diese Platte hat mich im Laufe der Jahre fertig gemacht. Es war lange Zeit nicht mein Favorit, anfangs mochte ich es sogar nicht. Denn in vielerlei Hinsicht ist dies Billie Holiday in ihrer schlimmsten Form.“ Doch jeder Song auf diesem Album demonstriere – und mehr als jeder andere Song der Song You’ve Changed – „die Kraft dieser Platte“. Hier erlebe man „Billie Holiday wirklich auf das Minimum reduziert. Sie können die Bögen hören, wie sie Noten bricht, wie sie sogar einsilbige Wörter verbiegt. Sie können sie hören – wie sie spricht, Sie können die Freiheit hören, wie sie mit Melodien umgeht, wie sie darüber oder dahinter singt. Sie können es auf den früheren Platten besser hören, aber was Sie auf den früheren Platten nicht bekommen können, ist dieses unglaubliche Leben in der Musik.“
Das Album wurde in das Buch 1001 Albums You Must Hear Before You Die aufgenommen.